# フィンランド化
フィンランド化（フィンランドか、芬：Suomettuminen 独: Finnlandisierung 英: Finlandization）は、「フィンランドは民主制と資本主義を維持しつつ、ソ連やロシアの意思には絶対反抗しない」という前提に従い、1948年からフィンランドがEUに加盟した1995年の47年間、またはNATOに加盟した2023年までの75年間のフィンランドの外交政策を指す。
フィンランド化の期間をEU加盟までとする見解の根拠は、1995年1月1日にフィンランドがEUに加盟したことに求められる。EU加盟国は、ほかの加盟国が武力攻撃されたときに、支援を与える義務がある。またEU加盟後、フィンランドに対して「非同盟」という言葉は使われなくなり、「軍事同盟に加盟していない」と表現されるようになった。これらから、EU加盟をもってフィンランド化は終わったというわけである。
一方、フィンランド化の期間を2023年までとする見解の根拠は、フィンランドが2023年4月4日にNATOという軍事同盟に加盟したことに求められる。
なお、冷戦以降、他の国がフィンランドのような中立的な外交政策をとる時にも、この言葉が用いられることがある。

## 概要
フィンランドとソビエト連邦の外交関係になぞらえた語である。第二次大戦後、パーシキヴィ・ケッコネン路線と呼ばれる中立路線を皮切りに進められた軍事的に対立する大国間の紛争の局外に立とうとする外交政策で、この中立政策を表すものとして1948年のフィンランド・ソ連友好協力相互援助条約（Agreement of Friendship, Cooperation, and Mutual Assistance）の前文の「大国間の利害紛争の圏外に立ちたいとのフィンランドの願望」という言及が引用される。フィンランドの中立政策はスイスやオーストリアのように条約や憲法といった法的基盤に基づく中立ではなく国家の対外政策として行われてきた（ただし、フィンランド領オーランド諸島に限っては歴史的経緯から非武装中立が国際条約により義務づけられている）。
フィンランドは東欧諸国のように衛星国にまではされなかったものの、ソ連の監視下により各種自由は制限され、反ソ連とみなされる政治勢力・メディアを排除されていた。ソ連と国境を接すると言う地政学的現実からそうせざるをえなかったフィンランドの限られた主権を意味しており、永世中立国とは異なる近隣超大国に寄った中立化状態である。強力な隣国が小さい国を制度的に支配している否定的な意味を含むが、一面ではこの中立化政策のおかげで、東欧の国々とは異なり、制限を受けてはいるものの民主主義及び自由主義経済体制をフィンランドは維持できたとも言える。第二次大戦で大変な犠牲を払いながらもソ連と戦い、ナチスドイツが降伏する前に休戦したこと、1946年から1956年までの間にパーシキヴィ大統領を筆頭とする優れた指導者の手腕があったからと表されている。フィンランドはソ連と友好協力相互援助条約を締結してソ連に協力することを対価に、資本主義や議会制民主主義を維持した。(「ノルディックバランス#フィンランド」も参照)

## 沿革

### 背景
フィンランドは700年にわたってスウェーデンの支配を受け、その後は約100年にわたりロシアの統治下で大公国として高度の自治権が認められていたが、ロシア革命を機に1917年12月に独立した（1917年12月31日にはレーニン政権によって承認された）。
フィンランドは1920年代から中立政策をとっていたが、自国を援助する外国がなく、北欧の集団的中立体制による安全を追求するようになり、1938年5月のオスロでの北欧外相会議で中立の共同宣言が署名された。一方でイギリスやフランスはバルト地域に大きな関心を示していなかったため、フィンランドは軍事的な交流のあったドイツに接近するようになったが、ソ連を刺激することになり1939年春からの両国間の協議でソ連側はフィンランド湾北沿岸への基地貸与を要求した。
ソ連は、1939年の独ソ不可侵条約の秘密プロトコルで、フィンランドやバルト、東欧を勢力範囲とすることをドイツから認められ、ソ連はバルト三国での動きを活発化させた。1939年10月から11月のフィンランドとソ連の交渉は決裂し、1939年11月末にソ連はフィンランドへの侵攻を開始した（ソ芬戦争）。頑強な抵抗に遭って1939年12月にソ連は一時的に攻撃を停止したが、1940年2月には攻撃が再開されてフィンランド軍は撤退し、3月13日に和平協定であるモスクワ講和条約が締結された（冬戦争）。
1940年8月になるとドイツはフィンランドと密約を交わし、1940年12月にはドイツ軍がフィンランドに駐留した。1941年6月に独ソ戦が開戦するとフィンランドも宣戦して戦争状態になった（継続戦争）。しかしドイツ軍のスターリングラードでの敗北など枢軸国の敗勢により、フィンランドは1944年9月にソ連とモスクワ休戦協定を結び、その条件となっていた国内駐留ドイツ軍の追放のためドイツと開戦して1945年4月に完全撤退させた（ラップランド戦争）。

### 中立政策
第二次大戦後、ユホ・クスティ・パーシキヴィ政権が現実主義に基づく中立政策として対ソ宥和政策をとり、ウルホ・ケッコネン政権もその路線を引き継いだ（パーシキヴィ・ケッコネン路線）。
冷戦下は政治・メディアを中心に監視下におかれ、反ソ・反露言動が事実上禁止されたため、フィンランドに重い影響をもたらした。フィンランドの小説家ソフィ・オクサネンは「ソ連はフィンランドを、ロシアに対する不適切な表現を従順に避ける国になるよう訓練した。そのやり方はいまや私たちの潜在意識に組み込まれている」と語っている。
2022年にフィンランド国際問題研究所のアルカディ・モシェス研究員は産経新聞の取材に、フィンランド化について、「フィンランドはソ連に戦争で大敗し、ほかに道がなかった。あれは小国としての苦渋の選択です」と苦々しそうに答えている。

## 冷戦後

### ロシアとウクライナ戦争の前
1991年のソ連の崩壊をうけて、フィンランドは1995年には軍事的には中立の立場を保ちながらEUに加盟した。過去の経緯から、NATOには加盟していなかったが、フィンランドだけでなく、スウェーデンも中立の限界を考え、NATO加盟を考えるようになった。フィンランドのニーニスト大統領（中道右派）は、2022年の演説で、「フィンランドが行動と選択に自由をもっているというのは、我々がそう決めた場合には、軍事同盟と、NATOへの加盟申請の可能性も含まれている」と明言した。
冷戦後は、フィンランド化という極めて冷戦的な用語は死語になったと思われたものの、2000年代以降、中国の周辺諸国（例えばカンボジア、ラオス、韓国）が中国を忖度する状況を言い表わす用語として復活した。

### ロシアとウクライナ戦争の後
2022年のロシアによるウクライナ侵攻により、ロシアと中国両国は141ヶ国が採決する国連総会の非難を受けて、親中露派の指導者が政府を握るシリアやベラルーシなど5ヶ国が国連でウクライナへの反対票を投じた。それに対して、日本・アメリカ・EU・イギリス・オーストラリア・シンガポールなどの西側諸国に加え、永世中立国であるスイス、冷戦下も中立の立場を守ってきたフィンランドやスウェーデンはウクライナに賛成票を投じ、さらに対露の制裁を集団的に科した。
これまで中立の立場を崩さなかったフィンランド、スウェーデンの北欧2ヶ国は、隣国によるウクライナ侵攻のショックを受けてNATOへの加盟を申請した。2023年4月4日、フィンランドは一足先にNATOへ加盟し、1948年以来、75年間も続けていた中立政策を放棄した。中露連合軍隊からの攻撃を防ぐため、ロシアとの接触国境線を1340キロメートルまでに延ばさせ、フィンランド軍もアメリカ軍と連携し、北ヨーロッパで防御工事を建造し始めている。

## 関連のある作品
- ゲームソフト『バランス・オブ・パワー』（アスキー出版）
- ゲーム攻略本『バランス・オブ・パワー デザイナーズ・ノート』（アスキー出版） - ゲームの解説よりも、近世の外交駆け引きや他国への巧妙な内政干渉等の史実紹介に内容を割いている。フィンランド化についての解説も詳細に記述。